# منحنی سینوسی توپولوژی‌دانان
در ریاضیات و در شاخه‌ی توپولوژی منحنی سینوسی توپولوژی‌دانان یک فضای توپولوژیک است با چندین ویژگی قابل توجه که این را به یک مثال مهم تبدیل کرده است. این فضا می‌تواند به صورت منحنی تابع  (sin(1/x تعریف گردد.
{\displaystyle T=\left\{\left(x,\sin {\tfrac {1}{x}}\right):x\in (0,1]\right\}\cup \{(0,0)\}}

## تصویر این منحنی

این منحنی یک   فضای همبند است اما نه به صورت همبند راهی، زیرا اگرچه دارای نقطه (۰,۰) است اما نمی‌توان تابع را مرتبط کرد تا راهی ایجاد شود.